# Gustaf Kjellvander proudly presents The Fine Arts Showcase and the Electric Pavilion
Gustaf Kjellvander proudly presents The Fine Arts Showcase and the Electric Pavilion är The Fine Arts Showcase' första studioalbum, utgivet 2004 på Startracks.

## Låtlista
1. "The Hazel Ridge"
2. "Current Frequencies"
3. "Honest Mistake"
4. "Turncoat"
5. "Lakeside Drugs"
6. "Teenage Poetry"
7. "Divided We Stand"
8. "Mock Ivory"
9. "Galveston"
10. "There's a Hurricane"

## Mottagande
Skivan fick ett gott mottagande och snittar på 3,4/5 på Kritiker.se, baserat på sex recensioner.